# Toral de los Guzmanes
Toral de los Guzmanes est une commune d'Espagne dans la province de León, communauté autonome de Castille-et-León. Elle s'étend sur 21,11 km2 et comptait environ 533 habitants en 2015.